# Johnny Otis
Johnny Otis, nome d'arte di Ioannis Alexandres Veliotes (Vallejo, 28 dicembre 1921 – Los Angeles, 17 gennaio 2012), è stato un cantautore statunitense.
Il suo repertorio è stato ampio ed ha riguardato diversi generi musicali: rhythm and blues, blues e jump blues, jazz, gospel, rock & roll, doo-wop, soul e funk.
Ha inciso per varie etichette discografiche. La sua canzone più nota è stata Willie and the Hand Jive, del 1958, presentata al Johnny Otis Show.
È altresì noto per le sue notevoli capacità di talent scout (ha lanciato artisti come Esther Phillips, Etta James e Big Mama Thornton).
Nel 2000 il suo nome è stato iscritto nella Blues Hall of Fame.

## Biografia
Figura eclettica di talent scout, disc jockey, compositore, arrangiatore, bandleader e produttore discografico, come polistrumentista è stato vibrafonista, batterista, percussionista,  pianista, produttore teatrale.
Ha svolto anche attività di pastore ed è stato soprannominato il "Padrino del Rhythm and blues".
Figlio di emigrati dalla Grecia (il padre Alexander J. Veliotes alternava l'attività di droghiere a quella di scaricatore di porto sulla Mare Island; la madre, Irene Kiskakes, era pittrice), è fratello maggiore di Nicholas A. Veliotes, già ambasciatore USA in Giordania dal 1978 al 1981 e poi in Egitto dal 1984 al 1986.
Ricordato per la scelta di svolgere la sua attività di musicista all'interno della comunità afro-americana, ha riaffermato la sua volontà di essere vicino al popolo di colore nel suo scritto del 1968, con prefazione di George Lipsitz, Listen to the Lambs (University of Minnesota Press. ISBN 978-0-8166-6531-0).
È il padre del musicista Shuggie Otis.

## Discografia

### Album
- 1957 - Rock 'N Roll Hit Parade Volume One (Dig  Records, LP 104X)

### Singoli

#### 78 giri
- 1945 - Around The Clock I/Around The Clock II (Philo Recordings, P103; Johnny Otis' All Stars, con Wynonie Harris alla voce solista)
- 1945 - Cock-A-Doodle-Doo/Yonder Goes My Baby (Philo Recordings, P104; Johnny Otis' All Stars, con Wynonie Harris alla voce solista)

#### 45 giri
- 1950 - Double Crossing Blues/Back Alley Blues (Savoy Records, 731; solo lato A come Johnny Otis Quintet, lato B eseguito da The Beale St. Gang)

### Singoli
| Anno | Titolo                                           | Artisti | Classifica | Classifica | Classifica |
| Anno | Titolo                                           | Artisti | US Pop     | US R&B     | UK         |
| ---- | ------------------------------------------------ | --- | ---------- | ---------- | ---------- |
| 1948 | "That's Your Last Boogie"                        | Joe Swift with Johnny Otis & His Orchestra                                                                                    | -          | 10         | -          |
| 1950 | "Double Crossing Blues"                          | Johnny Otis Quintette, The Robins and Little Esther                                                                           | -          | 1          | -          |
| 1950 | "Mistrustin' Blues" / "Misery"                   | Little Esther with Mel Walker and the Johnny Otis Orchestra Little Esther with the Johnny Otis Orchestra                      | -          | 1 9        | -          |
| 1950 | "Cry Baby"                                       | The Johnny Otis Orchestra, Mel Walker and the Bluenotes                                                                       | -          | 6          | -          |
| 1950 | "Cupid Boogie"                                   | The Johnny Otis Orchestra, Little Esther and Mel Walker                                                                       | -          | 1          | -          |
| 1950 | "Deceivin' Blues"                                | Little Esther and Mel Walker with the Johnny Otis Orchestra                                                                   | -          | 4          | -          |
| 1950 | "Dreamin' Blues"                                 | Mel Walker with the Johnny Otis Orchestra                                                                                     | -          | 8          | -          |
| 1950 | "Wedding Boogie" / "Far Away Blues (Xmas Blues)" | Johnny Otis' Congregation: Little Esther, Mel Walker, Lee Graves The Johnnie Otis Orchestra with Little Esther and Mel Walker | -          | 6          | -          |
| 1950 | "Rockin' Blues"                                  | The Johnny Otis Orchestra with Mel Walker                                                                                     | -          | 2          | -          |
| 1951 | "Gee Baby" / "Mambo Boogie"                      | The Johnny Otis Orchestra | -          | 2 4        | -          |
| 1951 | "All Nite Long"                                  | The Johnny Otis Orchestra | -          | 6          | -          |
| 1952 | "Sunset To Dawn"                                 | Mel Walker with the Johnny Otis Orchestra                                                                                     | -          | 10         | -          |
| 1952 | "Call Operator 210"                              | Johnny Otis and His Orchestra featuring Mel Walker                                                                            | -          | 4          | -          |
| 1957 | "Ma He's Making Eyes At Me"                      | Johnny Otis and His Orchestra with Marie Adams and The Three Tons of Joy                                                      | -          | -          | 2          |
| 1958 | "Bye Bye Baby"                                   | The Johnny Otis Show, vocals by Marie Adams and Johnny Otis                                                                   | -          | -          | 20         |
| 1958 | "Willie and the Hand Jive"                       | The Johnny Otis Show | 9          | 1          | -          |
| 1958 | "Crazy Country Hop"                              | The Johnny Otis Show | 87         | -          | -          |
| 1959 | "Castin' My Spell"                               | The Johnny Otis Show | 52         | -          | -          |
| 1960 | "Mumblin' Mosie"                                 | The Johnny Otis Show | 80         | -          | -          |
| 1969 | "Country Girl"                                   | The Johnny Otis Show | -          | 29         | -          |